# ホテルメトロポリタン高崎
- JR東日本ホテルズ > メトロポリタンホテルズ > ホテルメトロポリタン高崎
- 日本ホテル > ホテルメトロポリタン高崎

ホテルメトロポリタン高崎（Hotel Metropolitan Takasaki）は、群馬県高崎市にあるJR東日本ホテルズのシティホテルブランド「メトロポリタンホテルズ」のホテルである。日本ホテル株式会社が経営し、同社子会社である株式会社ホテルメトロポリタン高崎が運営する。

## 概要
上越新幹線開業に先立つ1982年（昭和57年）4月14日に開業、高崎駅駅ビル「モントレー」の6F～10Fに位置する（1Fはホテルフロントへの直通エレベーター入口のみ）。1996年（平成8年）には高崎ターミナルホテルを運営する株式会社高崎ターミナルホテルがモントレーを運営する株式会社高崎ターミナルビルと合併し、同時に現在のホテル名となった。2009年（平成21年）10月1日、全館をリニューアルオープン。また翌11月1日には高崎ターミナルビルから株式会社ホテルメトロポリタン高崎が分割され、日本ホテルの子会社となった。
なお、企業としてのホテルメトロポリタン高崎は、“ホテルファミリーオみなかみ”も運営している。

## 沿革
- 1982年（昭和57年）4月14日 - 高崎ターミナルホテル・モントレー開業。
- 1996年（平成8年）4月1日 - 「高崎ターミナルビル株式会社」と「高崎ターミナルホテル株式会社」が合併し、新たに「高崎ターミナルビル株式会社」が設立される。同時にホテルメトロポリタン高崎へと名称を変更[3][4]。
- 2009年（平成21年）
  - 10月1日 - 全館をリニューアルオープン。ロビー、バンケットルーム、客室の改装の他、駅ビルモントレー内の全てのエレベーターでホテル専用フロアへとアクセスできるようになった[5]。
  - 11月1日 - 高崎ターミナルビルより、ホテルファミリーオみなかみと共に日本ホテル株式会社に経営権が移管され、同新設子会社株式会社ホテルメトロポリタン高崎へ運営委託。

## 施設
- レストラン
  - ブラッスリー ローリエ
- 宴会場（いずれも6F）
  - 大宴会場「丹頂」（3室に分割可能）
  - 中宴会場「白鷺」「おしどり」「せきれい」
  - 小宴会場「うぐいす」「やまどり」「つぐみ」

など

## 交通アクセス
- JR高崎駅西口よりすぐ。駅ビル「モントレー」と直結。